# Pensiero nervoso
Pensiero nervoso è il primo album in studio del musicista italiano miSs xoX, pubblicato nel 2006.

## Tracce
1. Pensiero nervoso
2. Non lo dimentico più
3. L'amore ti fregherà di nuovo/Love Will Tear Us Apart (Joy Division)
4. Hey Babe!
5. Vivi
6. Magari ti sembra
7. Sasso in tasca
8. Filo elettrico
9. Pomodoro
10. Fossi cugino di Syd Barrett

## Crediti
- miSs xoX - voce, chitarra
- Barborini
- Drumo
- Henwrik Señor Tonto
- Jowrja
- Jvan Olek
- Lee Vee